# Agrostis murbeckii
Agrostis murbeckii är en gräsart som beskrevs av Amédée Fouillade. Agrostis murbeckii ingår i släktet ven, och familjen gräs. Inga underarter finns listade i Catalogue of Life.